# Selenops wilsoni
Espèce
Selenops wilsoni est une espèce d'araignées aranéomorphes de la famille des Selenopidae.

## Distribution
Cette espèce est endémique de Jamaïque.

## Description
La femelle holotype mesure 8,50 mm et le mâle paratype 7,55 mm.

## Étymologie
Cette espèce est nommée en l'honneur de Byron Wilson.

## Publication originale
- Crews, 2011 : A revision of the spider genus Selenops Latreille, 1819 (Arachnida, Araneae, Selenopidae) in North America, Central America and the Caribbean. ZooKeys, no 105, p. 1-182 (texte intégral).